# Matthäus Fellinger
Matthäus Fellinger (* 11. Juni 1924 in Neukirchen an der Vöckla; † 12. Mai 2002 in Linz) war ein österreichischer Maler, Keramiker und Zeichner.

## Leben und Wirken

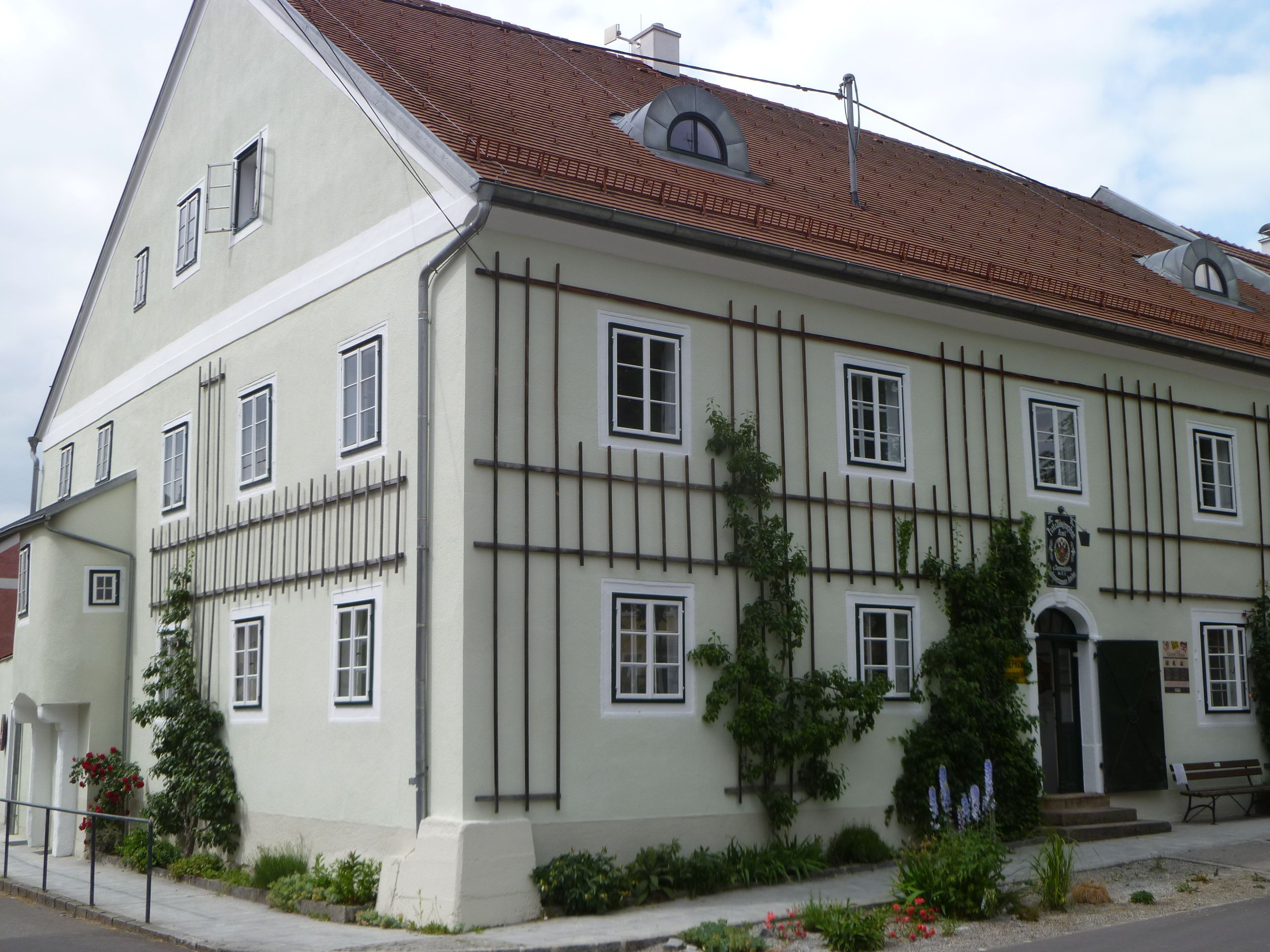
Im denkmalgeschützten Gerstlhaus befand sich in den 1950er-Jahren das erste Keramik-Atelier von Matthäus Fellinger

Der Künstler war seit dem 16. Lebensjahr in Folge einer Gehirnhautentzündung taub. Er absolvierte die Keramiker-Lehre in Gmunden und wurde von 1941 bis 1944 zum Keramikmaler ausgebildet.
Franz von Zülow und Ernst Huber ermunterten ihn zu einem Studium an der Wiener Hochschule für angewandte Kunst bei Walter Müller-Hoffmann und Eduard Bäumer (1946 bis 1952). Anschließend studierte er von 1952 bis 1954 an der Kunstschule der Stadt Linz bei Wolfgang von Wersin und Herbert Dimmel.
Sein Keramik-Atelier befand sich in den 1950er-Jahren in einem ehemaligen Pferdestall im denkmalgeschützten Gerstlhaus in Schenkenfelden. Die Räumlichkeiten werden heute als Andachtsraum genutzt und sind Teil eines Sozialprojektes für Gehörlose und Taubblinde. Später lebte und arbeitete der Künstler in Linz im Bezirk Auberg an der Riesenwiese. Er schuf zahlreiche malerische und keramische Werke, zunächst als Freihandtöpferei, später in Keramik, Sgraffito, aber auch in Stein und Holz, weiters Gefäßkeramik und Aquarellmalerei. Er erhielt zahlreiche Aufträge für Kunst am Bau.
Er war Mitglied bei der Mühlviertler Künstlergilde, bei der Innviertler Künstlergilde, beim Oberösterreichischen Kunstverein (seit 1956), bei der Berufsvereinigung der Bildenden Künstler Oberösterreichs (seit 1946) und beim Künstlerhaus Wien.

## Ausstellungen
Fellinger begann 1956 mit der Durchführung von Einzelausstellungen und beteiligte sich an zahlreichen Gruppenausstellungen.
- Galerie der Berufsvereinigung der Bildenden Künstler Oberösterreichs (1959 und 1966)
- Galerie des Steirischen Kunstvereins (1973)
- Galerie des Oberösterreichischen Kunstvereins und der Berufsvereinigung der Bildenden Künstler Oberösterreichs, Matthäus Fellinger zum 70. Geburtstag, 26. September bis 21. Oktober 1994 (zuvor auch 1974 und 1984)
- Schenkenfelden, Krämereimuseum Gerstlhaus, Leben und Wirken Prof. Matthäus Fellinger, 5. Juni 2011 bis 1. September 2012[2]

## Werke (Auswahl)

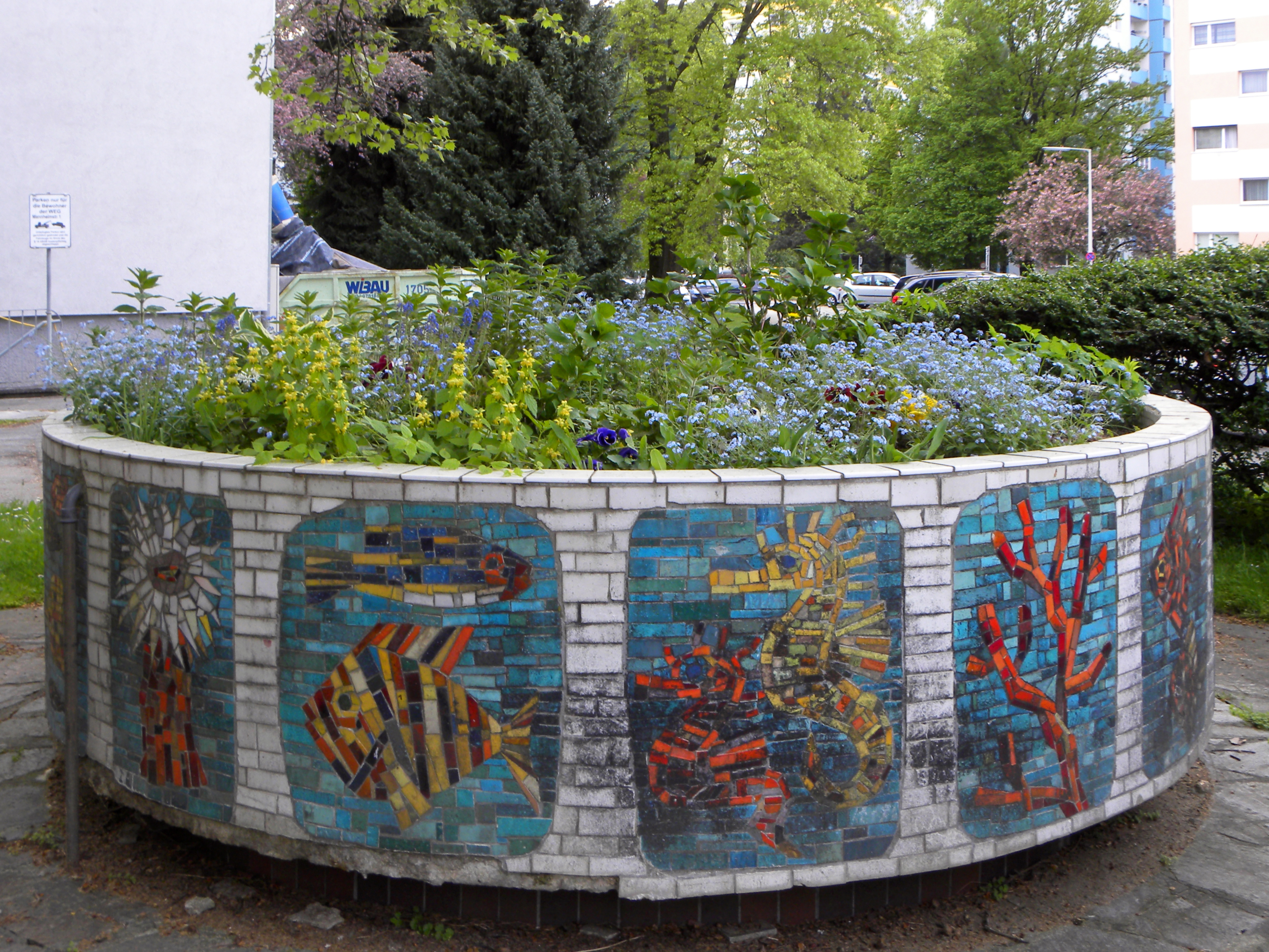
Linz-St. Magdalena – Brunnenbecken von Matthäus Fellinger

- Sechseckiges Brunnenbecken in Linz an der Einmündung der Mannheimer Straße in die Johann Wilhelm Klein Straße (1970). Die Außenwand weist zwölf Mosaike mit Motiven aus der Wasserwelt auf. Der Brunnen ist nicht mehr als solcher in Verwendung, sondern bepflanzt.[3]
- Zweigeteiltes Mosaik aus bemalten Kacheln auf dem Haus Gürtelstraße 8 in Linz (1956)[4]
- Wandrelief „Industriestadt Linz“ im Gebäude Muldenstraße 5 in Linz (1966/67)
- Keramikbild auf einem Wohnblock im Kirchfeld, Windischgarsten mit einer historischen Dokumentation des Häuserbestandes am Marktplatz von Windischgarsten (wurde in 500 Einzelteile zerlegt, weil am Wohnhaus eine Wärmedämmung aufgebracht wurde)[5]
- Keramikarbeit an der Hauptschule Römerfeld in Windischgarsten

## Auszeichnungen
- Silbernes Verdienstzeichen des Landes Oberösterreich (1994)
- Kulturmedaille der Stadt Linz (1994)
- Verleihung des Berufstitels Professor
- Benennung einer 110 Meter langen Verbindungsstiege zwischen Riesenhofstraße und Riesenwiese in Linz als Fellinger-Stiege[6]